# George McCrae
George McCrae, né le 19 octobre 1944 à West Palm Beach (Floride), est un chanteur américain.
Il est surtout connu pour son titre Rock Your Baby sorti en 1974 sur le label indépendant TK Records (Hialeah, Floride).

## Discographie

### Albums studio
- 1974 : Rock Your Baby
- 1975 : George McCrae
- 1975 : Together
- 1976 : Diamond Touch
- 1979 : We Did It!
- 1984 : One Step Closer to Love
- 1987 : I Feel Love For You
- 1991 : With All My Heart
- 1994 : Love's Been Good to Me
- 2016 : Love